# Guy Edwards
Guy Richard Goronwy Edwards,  britanski dirkač Formule 1, * 30. december 1942, Macclesfield, Cheshire, Anglija, Združeno kraljestvo.

## Življenjepis
Debitiral je v sezoni 1974, ko je na dirki za Veliko nagrado Švedske s sedmim mestom le za mesto zgrešil uvrstitev med dobitnike točk, a je dosegel svoj najboljši rezultat v karieri. Blizu točk je bil še na dirki za Veliko nagrado Monaka, kjer je zasedel osmo mesto. V sezoni 1976 se mu na šestih dirkah višje od petnajstega mesta na dirki za Veliko nagrado Nemčije ni uspelo uvrstiti, v sezoni 1977 pa je nastopil le na dirki za Veliko nagrado Velike Britanije, kjer se mu ni uspelo kvalificirati na dirko. Nato se je preselil v prvenstvu Britanske Formule 1, kjer je v sezoni 1978 zasedel četrto mesto v dirkaškem prvenstvu z dvema zmagama, v naslednji sezoni 1979 pa je z eno zmago zasedel peto mesto v prvenstvu. Znan je tudi kot dirkač, ki je skupaj z Arturom Merzariom, Brettom Lungerjem in Haraldom Ertlom rešil Nikija Laudo iz gorečega dirkalnika na dirki za Veliko nagrado Nemčije 1976, za kar je tudi dobil britansko kraljevo odlikovanje Queen's Gallantry Medal.

## Popolni rezultati Formule 1
(legenda) (odebeljene dirke pomenijo najboljši štartni položaj, poševne pa najhitrejši krog, †-uvrščen kljub odstopu)
| Leto | Moštvo                     | Šasija       | Motor   | 1      | 2       | 3    | 4       | 5       | 6     | 7     | 8       | 9      | 10      | 11      | 12  | 13      | 14     | 15  | 16  | 17  | Prv | Toč |
| ---- | -------------------------- | ------------ | ------- | ------ | ------- | ---- | ------- | ------- | ----- | ----- | ------- | ------ | ------- | ------- | --- | ------- | ------ | --- | --- | --- | --- | --- |
| 1974 | Embassy Racing             | Lola T370    | Ford V8 | ARG 11 | BRA Ret | JAR  | ŠPA DNQ | BEL 12  | MON 8 | ŠVE 7 | NIZ Ret | FRA 15 | VB DNS  | NEM DNQ | AVT | ITA     | KAN    | ZDA |     |     | -   | 0   |
| 1976 | Penthouse Rizla Racing     | Hesketh 308D | Ford V8 | BRA    | JAR     | ZZDA | ŠPA     | BEL DNQ | MON   | ŠVE   | FRA 17  | VB Ret | NEM 15  | AVT     | NIZ | ITA DNS | KAN 20 | ZDA | JAP |     | -   | 0   |
| 1977 | Rotary Watches Stanley-BRM | BRM P207     | BRM V12 | ARG    | BRA     | JAR  | ZZDA    | ŠPA     | MON   | BEL   | ŠVE     | FRA    | VB DNPQ | NEM     | AVT | NIZ     | ITA    | ZDA | KAN | JAP | -   | 0   |